# Notoreas brephosata
Notoreas brephosata là một loài bướm đêm trong họ Geometridae.